# Johan Gustafsson
Johan Gustafsson (Köping, 28 febbraio 1992) è un hockeista su ghiaccio svedese.

## Palmarès

### Mondiali
- 1 medaglia:
  - 1 oro (Svezia/Finlandia 2013)